# Прва влада Стевче Михаиловића
Прва влада Стевче Михаиловића је била на власти од 19. августа до 26. септембра 1875. (по старом календару).

## Историја
Вести о Херцеговачком устанку стигли су у Србију у запаљивом стању. Земљом је управљала слаба чиновничка влада Данила Стевановића, а страначка борба пред скупштинске изборе 1875. године добијала је све оштрије облике. У Србији се јављају ратоборна расположења; појављују се добровољци и целе чете за одлазак у побуњене крајеве. Најважнију улогу добио је Главни одбор за помагање устанка кога су у Београду створиле избеглице из Босне и Херцеговине. Њиме је руководио митрополит Михаило. Док се све ово дешавало, Милан је био у Бечу где је требало да испроси младу. Влада је помагала добровољце, дајући им новац и отпремајући их на границу. Милану је у Бечу стављено на знање да Тројецарски савез не жели немире на Балкану. Зато је Милан по повартку у Београд тражио од владе да сместа обустави сваку помоћ добровољцима. Стевановић је одбио и понудио оставку, коју је разљућени кнез прихватио. Скупштински резултати 1875. године били су лоши за кнеза Милана. Либерали су однели убедљиву победу. Сада је кнез имао две могућности: да изврши државни удар или да се споразумева са Ристићем. Изабрао је ово друго. Након дугих и непријатних нагађања формирана је влада на челу са Стевчом Михаиловићем (старолиберал), док је Ристић обављао функцију министра спољних послова, а Јеврем Грујић унутрашњих. Била је то влада у којој су успешно спојене две најјаче либералне струје. У народу је била позната као „акционо министарство“.
Опште политичко стање у Србији узнемирило је Порту која је почела да концентрише огромну војску на српским границама (160.000 људи). Велике силе све време су притискале Србију да остане мирна. Новоизабрана Народна скупштина је септембра 1875. године расправљала да ли треба помагати устанак или остати по страни. Милан је био за то да се остане по страни, али Србија није хтела оставити Босну и Херцеговину по страни. Ристић је одлучио да помаже устанак и по цену рата. Влада је послала на Дрину Ранка Алимпића са јавним задатком да чува мир, а тајним да прикупља добровољце и претура их у Босну. На Народној скупштини од 9. септембра 1875. године (на којој кнез није хтео да присуствује, већ је само одржао беседу) донете су следеће тајне одлуке: 1) узимање зајма од 3 милиона дуката за помагање устанка; 2) у случају рата ограничиће се чиновничке плате и пензије на највише 120 динара месечно. Велике силе нису значе за садржину тајних одлука, али су знале да оне постоје, што их је само по себи узнемирило и нагнало да појачају притисак на српску владу. Кнез је оборио владу и саставио нов кабинет младолиберала и младоконзервативаца на челу са Љубомиром Каљевићем . Либерале и српску јавност огорчио је овај Миланов поступак.

## Чланови владе
| Функција                                            | Слика | Име и презиме       | Детаљи |
| --------------------------------------------------- | ----- | ------------------- | ------ |
| Председник министарског савета и министар грађевине |       | Стевча Михаиловић   |        |
| Министар иностраних дела                            |       | Јован Ристић        |        |
| Министар унутрашњих дела                            |       | Јеврем Грујић       |        |
| Министар правде                                     |       | Радивоје Милојковић |        |
| Министар финансија                                  |       | Коста Јовановић     |        |
| Министар просвете и црквених дела                   |       | Алимпије Васиљевић  |        |
| Министар војени                                     |       | Тихомиљ Николић     |        |